# دیلی موشن
دیلی موشن یک پلتفرم فناوری به اشتراک گذاری ویدیو است که در ابتدا متعلق به ویوندی بوده‌است. شرکای راه اندازی آمریکای شمالی شامل بی‌بی‌سی نیوز، ویک، بلومبرگ ال. پی، هرست دیجیتال مدیا و غیره است. دیلی موشن در سراسر جهان در دسترس است در ۲۴ زبان و ۳۹ نسخه محلی شامل صفحه اصلی محلی و محتوا محلی است. دیلی موشن این بیش از ۳۰۰ میلیون کاربر منحصر به فرد ماهانه دارد.